# Yu Hongqi
Yu Hongqi (kinesiska: 于红旗), född den 2 februari 1973, är en kinesisk fotbollsspelare. Vid fotbollsturneringen under OS 1996 i Atlanta deltog hon i det kinesiska lag som tog silver.